# غريغوروبوليسكايا (ستافروبول)
غريغوروبوليسكايا (بالروسية: Григорополисская) هي مدينة في مقاطعة ستافروبول كراي في روسيا.
يبلغ عدد سكانها حوالي 9052 نسمة.